# George Adam Pfeiffer
George Adam Pfeiffer (* 16. Juli 1889 in New York; † 28. Dezember 1943) war ein US-amerikanischer Mathematiker.
Pfeiffer erhielt 1910 den Master am Stevens Institute of Technology und promovierte 1914 an der Columbia University. Während des Ersten Weltkrieges war er in der US-Armee und unterrichtete Studenten des Flugwesens an der Princeton University in Meteorologie. Nach dem Krieg lehrte er an der Columbia University. Dort wurde er 1924 Assistant Professor und 1931 Associate Professor. 
Heute ist Pfeiffer bekannt für das erste Beispiel einer holomorphen Funktion mit einem nicht linearisierbaren irrational indifferenten Fixpunkt. Die Frage der Linearisierbarkeit von Fixpunkten ist von großer Bedeutung in der Komplexen Dynamik. Später gab Cremer verschiedene Kriterien für Nichtlinearisierbarkeit irrational indifferenter Fixpunkte an, während Siegel 1942 erstmals Bedingungen angeben konnte, aus denen die Linearisierbarkeit folgt.
Pfeiffer war Mitherausgeber der Annals of Mathematics.